# A háromlyukú híd
A háromlyukú híd (eredeti albán címe: Ura me tri harqe) Ismail Kadare 1978-ban megjelent regénye. A történet alapja egy régi albán ballada, a "Legjenda e Rozafës", ami gyakorlatilag megegyezik a magyar népköltészetből ismert Kőműves Kelemen balladájával. Kadare feldolgozásában a befalazás mint emberáldozat motívuma itt egy híd felépítésének eszköze.

## Cselekmény
|  | Alább a cselekmény részletei következnek! |

A történet egy híd építését meséli el az egykori Via Egnatia albán szakaszán, az Ujan folyó felett, az 1377–1379 években, közvetlenül azelőtt, hogy az Oszmán Birodalom meghódította volna ezt a területet.

A történetet egy Gjon barát nevű katolikus szerzetes meséli el krónikájában. Az események csúcspontja, amikor emberáldozatként egy „önként jelentkezőt” befalaznak a híd egyik pillérébe, hogy „feláldozzák” a folyónak. A krónikás tisztában van azzal, hogy az esemény hátterében egy közönséges gyilkosság áll, ami a hídépítők és "Kompok és Tutajok" emberei közötti rivalizálást volt hivatott lezárni az előbbiek győzelmével.
A híd építésével párhuzamosan egyre inkább érezhető az a fenyegető veszély, amelyet az Oszmán Birodalom terjeszkedése jelent az albán törzsekre és törzsi fejedelemségekre.
|  | Itt a vége a cselekmény részletezésének! |

## Megjelenések

### Albán nyelven
1. Ura me tri harqe, Naim Frasheri, Tirana, 1978[3]

### Angol nyelven
1. The Three-Arched Bridgel, Harvill Press, London, Arcade Publishing, New York, 1997[3]

### Magyarul
1. A háromlyukú híd; ford. Takács M. József; Ulpius-ház, Bp., 2001, ISBN 963 9348 07 4

## Külső hivatkozások
- Review for The Three Arched Bridge